# مهينيف (القفر)

تعديل مصدري - تعديل

مهينيف محلة تابعة لقرية الملباجة، التابعة لعزلة بني مهدى بمديرية القفر إحدى مديريات محافظة إب في الجمهورية اليمنية، بلغ تعداد سكانها 45 حسب تعداد اليمن لعام 2004.